# Corredeira-lisa
A corredeira-lisa (nome científico: Thamnodynastes strigatus) é uma espécie de cobra da família Dipsadidae, que é encontrada no Brasil, no Paraguai, no Uruguai e na Argentina, podendo ser vista sobre a vegetação, dentro d'água e sobre o solo. Mede em média 80 centímetros de comprimento. Quando em descanso, permanece no alto de árvores, descendo apenas para forragear o chão. Se alimenta principalmente de anuros, peixes, mamíferos e outros répteis. É noturna e vivípara, com ninhadas compostas de seis a 17 filhotes. Apresenta comportamento agressivo quando capturada e seu veneno é capaz de gerar edemas e dor intensa no local.